# Ares IV

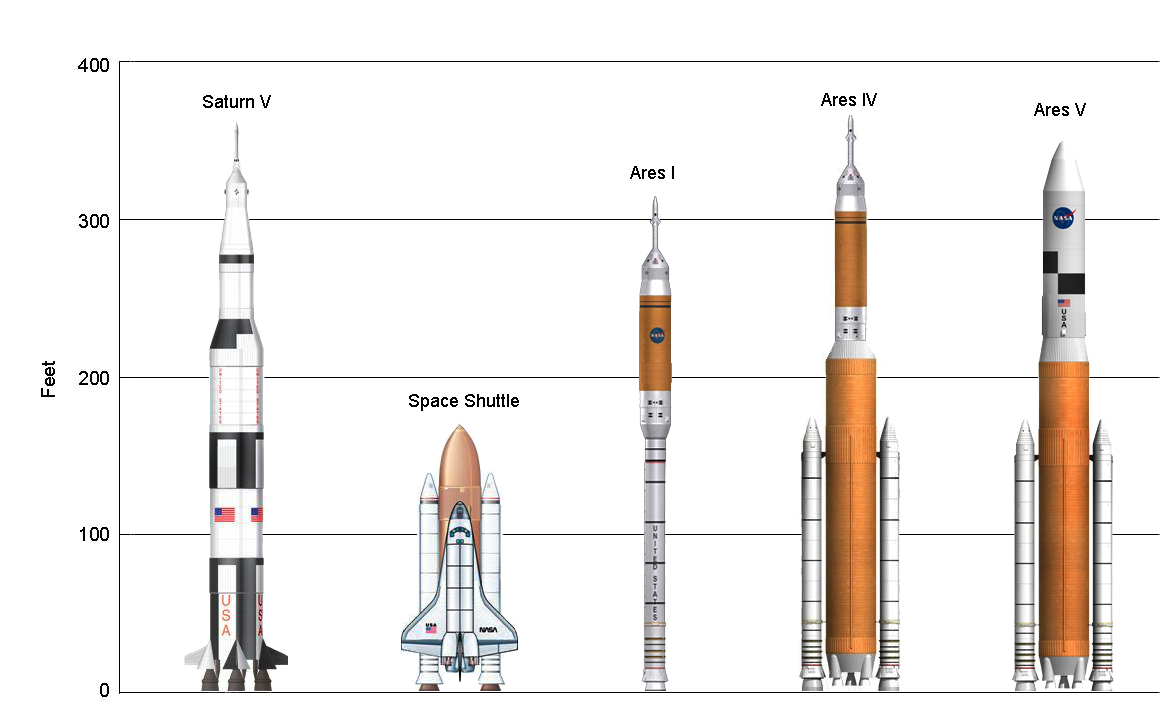
Compação entre o Saturno V, o Ônibus Espacial, o Ares I, o Ares IV e o Ares V.

O Ares IV seria um foguete espacial para o Programa Constellation que foi cancelado juntamente com o próprio programa. O conceito do Ares IV combinaria um estágio superior do Ares I, com um primeiro estágio do Ares V. Especificamente, o veículo usaria combustível líquido a partir do projeto do Ares V, dois dos cinco segmentos de propulsores de combustível sólido e o estágio superior do Ares I seria alimentado por combustível líquido, como descrito pela NASA em janeiro de 2007. O Ares IV seria um combinado de 367 pés (112 m) de altura e poderia ser usado para alcançar a Lua. A capacidade total de carga útil seria de £ 90.420 (41.000 kg) a 240 milhas (390 km) para a injeção em órbita trans-lunar direta.